# Episodi di Cardfight!! Vanguard overDress
Cardfight!! Vanguard overDress (カードファイト!! ヴァンガード オーバードレス?, Kādofaito!! Vangādo ōbāDoresu) è stato trasmesso in Giappone dal 3 aprile al 27 dicembre 2021 su TV Aichi per un totale di 25 episodi. Le sigle d'apertura sono ZEAL of proud di Roselia (ep. 493-505) e START di Strawberry Prince (ep. 506-517). Le sigle di chiusura sono Y degli Argonavis (ep. 493-505) e Fateful... di Morƒonica (ep. 506-517).

Il logo della serie

Il protagonista di questa serie è lo studente quindicenne del terzo anno delle scuole medie, Yu-yu Kondo, che vive nella città di Kanazawa, più precisamente nel paese di Kaga. Yu-yu sembra apparentemente un ragazzo normale che vive pacificamente con la sua famiglia, ma in realtà ha la capacità di leggere il cuore delle altre persone. Yu-yu non riesce mai a dire di no alle richieste che gli vengono fatte e così si ritrova spesso coinvolto malgrado negli hobby di sua sorella, Un giorno però Yu-yu non riesce più a sopportare una delle sue richieste particolari e così scappa di casa ma viene salvato da Megumi Okura, quest'ultima lo invita al famigerato Night Amusement Park, un parco di divertimenti, dove si riunisce saltuariamente assieme ai suoi amici. Il luogo in cui viene invitato il ragazzo è anche un punto di ritrovo di molti giovani del gruppo Team Blackout che praticano il gioco del Vanguard, e tra questi sono presenti: Zakusa Ishigame, Megumi Okura e Tomari Seto. In quella stessa notte, le varie squadre presenti iniziano a combattere seriamente per contendersi il territorio. Il leader dei Blackout, Danji Momoyama, il quale vanta di venti vittorie consecutive nel gioco di carte, finirà per combattere contro il misterioso Vanguard Fighter, Tohya Ebata. Lo scontro con le carte si trasforma gradualmente in una scena ambientata sul pianeta Cray sotto gli occhi sbalorditi di Yu-yu. Da quel momento, il ragazzo incontra il gioco del Vanguard ed è attratto da quest'ultimo e dal suo mondo e si lascia coinvolgere dai nuovi amici che non aveva mai incontrato prima.

## Lista episodi
| Nº serie                   | Nº | Titolo italiano (traduzione letterale) Giapponese 「Kanji」 - Rōmaji                                | In onda          | In onda |
| Nº serie                   | Nº | Titolo italiano (traduzione letterale) Giapponese 「Kanji」 - Rōmaji                                | Giapponese       |         |
| Prima parte (12 episodi)   |    | |                  |         |
| 1 (493)                    | 1  | Notte al parco dei divertimenti 「夜の遊園地」 - Yoru no yuenchi                                    | 3 aprile 2021    |         |
| 2 (494)                    | 2  | Trickstar 「トリクスタ」 - Torikusuta                                                               | 10 aprile 2021   |         |
| 3 (495)                    | 3  | Tigre di Kaga 「加賀之虎」 - Kaga no Tora                                                           | 17 aprile 2021   |         |
| SP                         | SP | catch Up!! 「catch Up!!」                                                                           | 27 aprile 2021   |         |
| SP                         | SP | Episodio riassuntivo degli eventi delle prime 3 puntate.                                            |                  |         |
| 4 (496)                    | 4  | La nostra crociata di sette giorni 「わたしたちの七日間戦争」 - Watashi-tachi no nanokakan sensō    | 1º maggio 2021   |         |
| 5 (497)                    | 5  | Questo è CardFight Pro-Wrestling!! 「That’s CardFight Pro-Wrestling!!」                             | 8 maggio 2021    |         |
| 6 (498)                    | 6  | Bambino meraviglioso 「麒麟児」 - Kirinji                                                           | 15 maggio 2021   |         |
| 7 (499)                    | 7  | Porridge che cola 「割り粥」 - Warigayu                                                             | 22 maggio 2021   |         |
| 8 (500)                    | 8  | Come un pesce e acqua 「水魚之交」 - Suigyonokō                                                     | 29 maggio 2021   |         |
| 9 (501)                    | 9  | Statua notturna 「一夜大仏」 - Ichiya daibutsu                                                      | 5 giugno 2021    |         |
| 10 (502)                   | 10 | Banner svolazzante 「なびくバナー」 - Nabiku Banā                                                   | 12 giugno 2021   |         |
| 11 (503)                   | 11 | Cerimonia del drago di fuoco 「火竜の儀」 - Hiryū no gi                                             | 19 giugno 2021   |         |
| 12 (504)                   | 12 | Attacco notturno nei cieli 「天上闇討」 - Tenjō yamiuchi                                            | 26 giugno 2021   |         |
| Seconda parte (13 episodi) |    | |                  |         |
| 13 (505)                   | 13 | La pioggia della benedizione 「祝福された雨」 - Shukufuku sa reta ame                               | 4 ottobre 2021   |         |
| 14 (506)                   | 14 | Expector vs Bastion/Rinascita 「エクスペクターvsバスティオン/再起」 - Ekusupekutā vs Basution/Saiki | 11 ottobre 2021  |         |
| 15 (507)                   | 15 | Otomegusa/Riconciliazione 「オトメグサ/和解」 - Otomegusa/Wakai                                     | 18 ottobre 2021  |         |
| 16 (508)                   | 16 | Nordlinger/Infiltrazione 「ノードリンガー/浸透」 - Nōdoringā/Shintō                                 | 25 ottobre 2021  |         |
| 17 (509)                   | 17 | Fanciulla delle fiamme sigillate/Faccia a faccia 「封焔の巫女/対決」 - Fū homura no miko/Taiketsu   | 1º novembre 2021 |         |
| 18 (510)                   | 18 | Greedon/Ingordigia 「グリードン/貪欲」 - Gurīdon/Don'yoku                                           | 8 novembre 2021  |         |
| 19 (511)                   | 19 | Trickstar oscuro/Incontro 「黒いトリクスタ/遭遇」 - Kuroi Torikusuta/Sōgū                           | 15 novembre 2021 |         |
| 20 (512)                   | 20 | Il tuo nome è/Ricordo 「あなたの名前は/追憶」 - Anata no namae wa/Tsuioku                           | 22 novembre 2021 |         |
| 21 (513)                   | 21 | Megumi vs Haruka/Reminiscenza 「メグミvsハルカ/述懐」 - Megumi vs Haruka/Jukkai                     | 29 novembre 2021 |         |
| 22 (514)                   | 22 | Risveglio di Chakrabarthi/Volo 「覚醒する天輪/飛翔」 - Kakusei suru tenwa/Hishō                     | 6 dicembre 2021  |         |
| 23 (515)                   | 23 | Principessa aurora viziosa/Giusto e sbagliato 「極光烈姫/正邪」 - Kyokkō retsu hime/Seija           | 13 dicembre 2021 |         |
| 24 (516)                   | 24 | Bastion vs Bruce/Risoluzione 「バスティオンvsブルース/覚悟」 - Basution vs Burūsu/Kakugo            | 20 dicembre 2021 |         |
| 25 (517)                   | 25 | overDress/Resa dei conti 「overDress/決着」 - OverDress/Ketchaku                                    | 27 dicembre 2021 |         |